# Seznam nejprodávanějších hudebních alb na světě

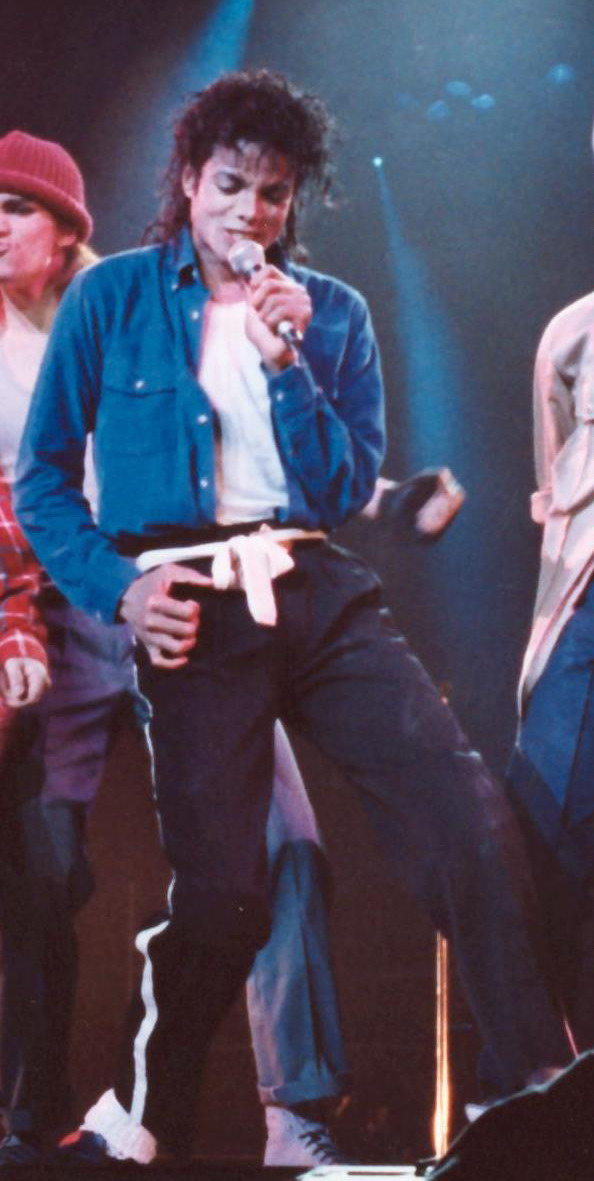
Michael Jackson, jehož album Thriller je nejprodávanější v historii.

Seznam nejprodávanějších hudebních alb na světě představuje žebříček alb, jichž se prodalo největší množství v celé historii hudby. Hlavním kritériem pro uvedení alba v seznamu je doložení míry prodejnosti věrohodným zdrojem. Minimální hranice pro zveřejnění je 20 miliónů nosičů. Seznam je řazený podle počtu prodaných exemplářů, v případě shody pak rozhoduje jméno umělce (abecední řazení). Jsou zde uvedeny všechny druhy nosičů: studiová alba, kompilace, Greatest Hits, remixy, soundtracky, EP aj.
K roku 2011 byla nejprodávanějším albem všech dob deska Thriller od Michaela Jacksona. Oficiální odhad prodejnosti činil 110 miliónů nosičů.
| Legenda | Legenda                   |
| ------- | ------------------------- |
|         | Studiové album            |
|         | Greatest Hits a kompilace |
|         | Soundtrack                |

## Více než 100 miliónů nosičů
| Pořadí | Umělec          | Album    | Vydáno | Žánr             | Prodej (milióny) | Zdroj       |
| ------ | --------------- | -------- | ------ | ---------------- | ---------------- | ----------- |
| 1.     | Michael Jackson | Thriller | 1982   | Pop / R&B / Rock | 110              | [ 2 ] [ 3 ] |

## 40–100 miliónů nosičů
| Pořadí | Umělec                         | Album                           | Vydáno | Žánr             | Prodej (milióny) | Zdroj  |
| ------ | ------------------------------ | ------------------------------- | ------ | ---------------- | ---------------- | ------ |
| 2.     | Pink Floyd                     | The Dark Side of the Moon       | 1973   | Progresivní rock | 67               | [ 4 ]  |
| 3.     | AC/DC /                        | Back in Black                   | 1980   | Hard rock        | 62,5             | [ 5 ]  |
| 4.     | Whitney Houston / Různí umělci | The Bodyguard                   | 1992   | Soundtrack       | 44               | [ 6 ]  |
| 5.     | Meat Loaf                      | Bat Out of Hell                 | 1977   | Rock             | 43               | [ 7 ]  |
| 6.     | Eagles                         | Their Greatest Hits (1971–1975) | 1976   | Rock             | 42               | [ 2 ]  |
| 6.     | Britney Spears                 | ...Baby One More Time           | 1999   | Pop              | 42               | [ 8 ]  |
| 8.     | Backstreet Boys                | Millennium                      | 1999   | Pop              | 40               | [ 9 ]  |
| 8.     | Bee Gees / Různí umělci        | Saturday Night Fever            | 1977   | Disco            | 40               | [ 10 ] |
| 8.     | Fleetwood Mac                  | Rumours                         | 1977   | Rock             | 40               | [ 11 ] |
| 8.     | Shania Twain                   | Come On Over                    | 1997   | Country / Pop    | 40               | [ 12 ] |

## 30-40 miliónů nosičů
| Pořadí | Umělec              | Album                                 | Vydáno | Žánr                       | Prodej (milióny) | Zdroj  |
| ------ | ------------------- | ------------------------------------- | ------ | -------------------------- | ---------------- | ------ |
| 12.    | Led Zeppelin        | Led Zeppelin IV                       | 1971   | Rock                       | 37               | [ 13 ] |
| 13.    | Alanis Morissette / | Jagged Little Pill                    | 1995   | Alternative rock           | 33               | [ 14 ] |
| 14.    | Green Day           | American Idiot                        | 2004   | Rock                       | 32               | [ 15 ] |
| 14.    | The Beatles         | Sgt. Pepper's Lonely Hearts Club Band | 1967   | Rock                       | 32               | [ 16 ] |
| 14.    | Céline Dion         | Falling into You                      | 1996   | Pop                        | 32               | [ 17 ] |
| 14.    | Michael Jackson     | Dangerous                             | 1991   | Pop / R&B / New jack swing | 32               | [ 18 ] |
| 14.    | Mariah Carey        | Music Box                             | 1993   | Pop / R&B                  | 32               | [ 19 ] |
| 19.    | The Beatles         | 1                                     | 2000   | Rock                       | 31               | [ 20 ] |
| 19.    | Céline Dion         | Let's Talk About Love                 | 1997   | Pop                        | 31               | [ 21 ] |
| 21.    | Bee Gees            | Spirits Having Flown                  | 1979   | Disco / Pop                | 30               | [ 22 ] |
| 21.    | Bruce Springsteen   | Born in the U.S.A.                    | 1984   | Rock                       | 30               | [ 23 ] |
| 21.    | Metallica           | Metallica                             | 1991   | Metal                      | 30               | [ 24 ] |
| 21.    | Dire Straits        | Brothers in Arms                      | 1985   | Rock                       | 30               | [ 25 ] |
| 21.    | James Horner        | Titanic                               | 1997   | Soundtrack                 | 30               | [ 26 ] |
| 21.    | Madonna             | The Immaculate Collection             | 1990   | Pop / Dance                | 30               | [ 27 ] |
| 21.    | Michael Jackson     | Bad                                   | 1987   | Pop / R&B                  | 30               | [ 18 ] |
| 21.    | Nirvana             | Nevermind                             | 1991   | Grunge / Alternative rock  | 30               | [ 28 ] |
| 21.    | Pink Floyd          | The Wall                              | 1979   | Progressive rock           | 30               | [ 29 ] |

## 20–30 miliónů nosičů
| Pořadí | Umělec                   | Album                                        | Vydáno | Žánr                                    | Prodej (milióny) | Zdroj         |
| ------ | ------------------------ | -------------------------------------------- | ------ | --------------------------------------- | ---------------- | ------------- |
| 29.    | ABBA                     | ABBA Gold - Greatest Hits                    | 1992   | Pop                                     | 28               | [ 30 ]        |
| 29.    | Backstreet Boys          | Backstreet's Back                            | 1997   | Rock                                    | 28               | [ 31 ]        |
| 29.    | Bon Jovi                 | Slippery When Wet                            | 1986   | Rock                                    | 28               | [ 32 ]        |
| 29.    | Guns N' Roses            | Appetite for Destruction                     | 1987   | Rock                                    | 28               | [ 33 ]        |
| 29.    | Různí umělci             | Grease                                       | 1978   | Pop                                     | 28               | [ 26 ]        |
| 34.    | Britney Spears           | Oops!... I Did It Again                      | 2000   | Pop                                     | 27               | [ 34 ]        |
| 35.    | Iron Butterfly           | In-A-Gadda-Da-Vida                           | 1968   | Rock                                    | 25               | [ 35 ]        |
| 35.    | Mariah Carey             | Daydream                                     | 1995   | Pop / R&B                               | 25               | [ 36 ]        |
| 35.    | Queen                    | Greatest Hits                                | 1981   | Rock                                    | 25               | [ 37 ]        |
| 35.    | Simon & Garfunkel        | Bridge over Troubled Water                   | 1970   | Folk Rock                               | 25               | [ 38 ]        |
| 35.    | U2                       | The Joshua Tree                              | 1987   | Rock                                    | 25               | [ 39 ]        |
| 35.    | Whitney Houston          | Whitney Houston                              | 1985   | Pop / R&B                               | 25               | [ 40 ]        |
| 41.    | Backstreet Boys          | Black & Blue                                 | 2000   | Pop                                     | 24               | [ 31 ]        |
| 41.    | Linkin Park              | Hybrid Theory                                | 2000   | Nu metal / Rap metal / Alternative rock | 24               | [ 41 ]        |
| 41.    | Madonna                  | True Blue                                    | 1986   | Pop                                     | 24               | [ 42 ]        |
| 44.    | Ace of Base              | Happy Nation/The Sign                        | 1994   | Pop                                     | 23               | [ 43 ]        |
| 44.    | Spice Girls              | Spice                                        | 1996   | Pop                                     | 23               | [ 44 ]        |
| 46.    | Carole King              | Tapestry                                     | 1971   | Pop                                     | 22               | [ 45 ] [ 46 ] |
| 46.    | Oasis                    | (What's the Story) Morning Glory?            | 1995   | Britpop / Rock                          | 22               | [ 47 ] [ 48 ] |
| 48.    | Dido                     | No Angel                                     | 1999   | Pop                                     | 21               | [ 49 ]        |
| 48.    | Madonna                  | Like A Virgin                                | 1984   | Pop / Dance                             | 21               | [ 50 ]        |
| 50.    | Billy Ray Cyrus          | Some Gave All                                | 1992   | Country                                 | 20               | [ 51 ]        |
| 50.    | Bob Marley & The Wailers | Legend: The Best of Bob Marley & The Wailers | 1984   | Reggae                                  | 20               | [ 52 ]        |
| 50.    | Blondie                  | Parallel Lines                               | 1978   | Rock                                    | 20               | [ 53 ]        |
| 50.    | Bon Jovi                 | Cross Road                                   | 1994   | Rock                                    | 20               | [ 54 ]        |
| 50.    | Cher                     | Believe                                      | 1999   | Pop                                     | 20               | [ 55 ]        |
| 50.    | Def Leppard              | Hysteria                                     | 1987   | Rock                                    | 20               | [ 56 ]        |
| 50.    | George Michael           | Faith                                        | 1987   | Pop / R&B                               | 20               | [ 57 ]        |
| 50.    | Janet Jacksonová         | janet.                                       | 1993   | Pop / R&B                               | 20               | [ 58 ]        |
| 50.    | Madonna                  | Ray of Light                                 | 1998   | Pop / Electronic                        | 20               | [ 59 ]        |
| 50.    | Michael Jackson          | HIStory: Past, Present and Future – Book I   | 1995   | Pop/Rock/R&B                            | 20               | [ 60 ]        |
| 50.    | Michael Jackson          | Off the Wall                                 | 1979   | Pop/Disco/R&B                           | 20               | [ 60 ]        |
| 50.    | Norah Jones              | Come Away with Me                            | 2002   | Jazz                                    | 20               | [ 61 ]        |
| 50.    | Prince & the Revolution  | Purple Rain                                  | 1984   | Rock                                    | 20               | [ 26 ]        |
| 50.    | Spice Girls              | Spiceworld                                   | 1997   | Pop                                     | 20               | [ 62 ]        |
| 50.    | Tina Turner              | Private Dancer                               | 1984   | Rock                                    | 20               | [ 63 ]        |
| 50.    | Usher                    | Confessions                                  | 2004   | R&B                                     | 20               | [ 64 ]        |
| 50.    | Metallica                | Ride the Lightning                           | 1984   | Metal                                   | 20               | [ 65 ]        |